# Simbuwa Khola
Der Simbuwa Khola ist ein etwa 25 km langer linker Nebenfluss des Tamor im Himalaya im Nordosten Nepals.

## Verlauf
Der Simbuwa Khola hat seinen Ursprung auf einer Höhe von etwa 4300 m am unteren Ende des Yalunggletschers. Er fließt anfangs in Richtung Westsüdwest. Bei Flusskilometer 10 wendet er sich 3 Kilometer nach Westen, anschließend 2 Kilometer nach Norden und schließlich auf den letzten 4 Kilometern nach Westen. Der Simbuwa Khola mündet schließlich auf einer Höhe von ungefähr 1480 m in den nach Süden strömenden Tamor. 700 m weiter nördlich befindet sich am Tamor die Mündung des Ghunsa Khola. 

## Einzugsgebiet
Das etwa 270 km² große Einzugsgebiet des Simbuwa Khola liegt im Nordosten von Nepal. Es grenzt im Norden an das Einzugsgebiet des Ghunsa Khola, im Süden an das des Kabeli. Im Osten verläuft die Wasserscheide entlang der Grenze zu dem zu Indien gehörenden Sikkim. Das Einzugsgebiet des Simbuwa Khola umfasst die Südwestflanke des dritthöchsten Berges der Erde, der Kangchendzönga (8586 m). Eingerahmt wird das Einzugsgebiet von Gebirgskämmen mit Höhen von bis zu 6000 m und mehr. Das Einzugsgebiet befindet sich im Kangchendzönga-Schutzgebiet.

## Wasserkraftnutzung
Am Unterlauf des Simbuwa Khola gibt es Planungen für ein Wasserkraftwerk. Etwa 7 km oberhalb der Mündung ist ein 17 m langes Wehr (⊙) mit einer Kronenhöhe von 2335 m geplant. Das Wasser soll dort ausgeleitet werden und über einen 4410 m langen Tunnel und einen 2609,7 m langen Druckstollen zu den 3 in einem Kavernenkraftwerk befindlichen Pelton-Turbinen geleitet werden. Diese besitzen eine Gesamtleistung von 70,34 Megawatt. Die Brutto-Fallhöhe liegt bei 901,5 m, die Ausbauleistung bei 9,25 m³/s. Unterhalb des Kraftwerks soll das Wasser über einen 341 m langen Ableitungstunnel in den Tamor unterhalb der Mündung des Simbuwa Khola gelangen. Die erwartete Jahresenergieproduktion wird mit 401 GWh angegeben.